# 이언 파이프
이언 파이프(Iain Fyfe, 1982년 3월 4일 ~ )은 오스트레일리아의 축구 선수로, 현재 캠벨타운 시티 소속으로 뛰고 있다.